# ビル・サマーズ
ビル・サマーズ（Bill Summers、1948年6月27日 - ）は、主にコンガを演奏するパーカッショニストである。

## 略歴
1970年代、彼はハービー・ハンコックのザ・ヘッドハンターズにてメンバーを務めた。1998年、サマーズと、アーヴィン・メイフィールド、ジェイソン・マルサリスは、ニューオーリンズでバンド、ロス・オンブレス・カリエンテスを始動した。クインシー・ジョーンズとともに、映画『カラーパープル』や、テレビのミニシリーズ『ルーツ』のスコアにも取り組んでいる。 

## ディスコグラフィ

### リーダー・アルバム
- 『フィール・ザ・ヒート』 - Feel the Heat (1977年、Prestige)
- Cayenne (1977年、Prestige) ※ビル・サマーズ&サマーズ・ヒート名義
- Straight to the Bank (1978年、Prestige) ※ビル・サマーズ&サマーズ・ヒート名義
- On Sunshine (1979年、Prestige) ※ビル・サマーズ&サマーズ・ヒート名義
- 『コール・イット・ホワット・ユー・ウォント』 - Call it What You Want (1981年、MCA) ※ビル・サマーズ&サマーズ・ヒート名義
- 『ジャム・ザ・ボックス』 - Jam the Box (1981年、MCA) ※ビル・サマーズ&サマーズ・ヒート名義
- Seventeen (1982年、MCA) ※ビル・サマーズ&サマーズ・ヒート名義
- London Style (1983年、MCA) ※ビル・サマーズ&サマーズ・ヒート名義
- Iroko (1992年、Vital) ※Iroko名義
- Ilu Orisha (1996年、Interworld Music) ※Iroko名義
- The Essence of Kwanzaa (1997年、Monkey Hill)
- Studies in Bata: Sacred Drum of the Yoruba, Havana to Matanzas (2002年、Bilsum)

### ロス・オンブレス・カリエンテス
- 『ロス・オンブレス・カリエンテス』 - Los Hombres Calientes (1998年、Basin Street)
- Vol. 2 (2000年、Basin Street)
- Vol. 3 New Congo Square (2001年、Basin Street)
- 『ヴードゥー・ダンス』 - Vol. 4: Vodou Dance (2003年、Basin Street)
- Vol. 5 Carnival (2005年、Basin Street)